# Непложа (деревня)
Непложа — деревня в Шиловском районе Рязанской области в составе Краснохолмского сельского поселения.

## Географическое положение
Деревня Непложа расположена на Окско-Донской равнине у истоков одноименной реки Непложа, на ее левом берегу, в 22 км к юго-западу от пгт Шилово. Расстояние от деревни до районного центра Шилово по автодороге — 30 км.
К юго-востоку от деревни находится большой лесной массив. Ближайшие населенные пункты — село Красный Холм, деревня Малиновка и поселок Зелёный Бор.

## Население
В настоящее время деревня Непложа представляет собой опустевший населённый пункт, урочище.
"В 60-е годы 20 века в деревне проживали семьи Алимовых, Абанкиных, Зотовых, Мамушкиных, Селезнёвых, Буслаевых,  Дерюжкиных, Волковых, Фоминых и многих других. Работали начальная школа, клуб, библиотека, медпункт. В школе обучалось порядка 20 человек, был свой колхоз. Жители занимались растениеводством и животноводством. В хозяйстве были лошади, отара овец, пчелиная пасека, выращивали рожь, пшеницу, овёс  и картофель. Ничто не предвещало, что через полсотни лет деревушка исчезнет с лица земли. 
В Непложе родился будущий глава администрации Шиловского района Фомин Василий Михайлович. Он руководил районом с начала 90-х до недавнего времени". (Текст в кавычках от Мамушкина В.В.).

## Происхождение названия
Деревня Непложа получила свое название по реке Непложе, на которой расположена. Гидроним упоминается в источниках с середины XIV в. Ю. П. Чумакова относит его к достаточно ранним славянским образованиям и трактует как производное с суффиксом «-ja» от апеллятивной основы плод-. Она считает возможным, что наименование «Непложа» при своем возникновении имело значение «неплодящая, бесплодная» и отражало факт протекания реки в местности с бедными почвами.
"По моим данным, по воспоминаниям старых ныне уже умерших людей, деревня имела и второе неофициальное название - Коленцы. Потому как два порядка домов по разные стороны речки образовывали как бы два колена, между которыми речка и текла.
В соседнем селе Красный Холм очень многие называли Непложу Коленцами.". (В кавычках текст от Мамушкина В.В.).